# Drogon (fils de Carloman)
Pour les articles homonymes, voir Drogon.
Drogon († apr. 753) est un fils de Carloman, maire du palais d'Austrasie. Il fut lui-même maire du palais d'Austrasie de 747 à 753. 
Il est déjà majeur en 747, lorsque son père abandonne la mairie du palais d'Austrasie et se retire dans l'abbaye du Mont-Cassin. Contrairement à une idée reçue, il succède à son père et exerce sa charge de maire du palais en Austrasie, ainsi que le prouve une lettre de saint Boniface de Mayence datant de 748. Ce n'est, semble-t-il, qu'en 753 que son oncle Pépin le Bref parvient à l'écarter du pouvoir et à l'interner dans un monastère, où il meurt peu après.